# Костенко Олена Ігорівна
Олена Ігорівна Костенко (нар. 20 травня 1987 року, місто Запоріжжя) — український державний діяч, юрист. Розпорядженням Кабміну від 24 грудня 2019 року Олену Костенко призначено першим заступником Голови Державної архітектурно-будівельної інспекції України. З 27 грудня 2019 року займає посаду в.о. Голови Державної архітектурно-будівельної інспекції України.

## Життєпис

### Освіта
У 2009 році з відзнакою закінчила Запорізький національний університет, юридичний факультет. Здобула освітній ступінь магістра права.
В 2011 році пройшла успішний захист кандидатської дисертації на тему «Тлумачення актів адміністративного законодавства» та здобула вчений ступінь — кандидат юридичних наук.

### Кар'єра
Трудову діяльність розпочала одночасно з навчанням у 2007 році з роботи помічником нотаріуса у Запоріжжі.
З 2010 до 2014 року була підприємцем.
У 2012—2014 роках працювала юрисконсультом Адвокатського об'єднання GS Partners (м. Київ). Спеціалізувалася на адміністративному та корпоративному праві. Готувала процесуальні документи до захисту у справах проти активістів Майдану.
В 2014 році була помічником Прем'єр-міністра України Арсенія Яценюка. Серед основних обов'язків — перегляд підготовлених Секретаріатом проектів актів Уряду щодо наявності корупційних ризиків, організація та підготовка нарад під головуванням Прем'єр-міністра України, відпрацювання звернень громадян.
З січня 2015 року на посаді першого заступника директора (в.о. директора) Департаменту з питань діяльності правоохоронних органів та органів юстиції Секретаріату Кабінету Міністрів.
З травня цього ж року перший заступник директора Департаменту з питань ефективного управління державною власністю Секретаріату Кабінету Міністрів України.
Протягом 2015 року брала активну участь у проведенні службових розслідуваннях за дорученнями Прем'єр-міністра України Арсенія Яценюка, зокрема щодо перевірки діяльності Міністра палива та енергетики Володимира Демчишина під час укладення енергетичних контрактів з окупованою територією Автономної республіки Крим.
Також займалася перевіркою діяльності Державної фіскальної служби України щодо неефективності управління, що призводило до наскрізної корупції;— за результатами розслідування було звільнено ключових керівників ДФС.
З квітня 2016 року начальник Управління з питань державного майна та підприємств Міністерства освіти і науки України.

#### Робота в ДАБІ
Розпорядженням Уряду № 1350-р від 24 грудня 2019 року Костенко призначено першим заступником Голови Державної архітектурно-будівельної інспекції України.
Розпорядженням Кабміну № 1384-р від 27 грудня 2019 року на Костенко покладено виконання обов'язків Голови Держархбудінспекції.
На посаді в.о. Голови Держархбудінспекції ініціювала структурне реформування відомства.